# Gerbathodes
Gerbathodes là một chi bướm đêm thuộc họ Noctuidae.